# Mónica Carrasco
Mónica Eugenia Carrasco Torrealba (Santiago, 13 de septiembre de 1947) es una actriz chilena, conocida popularmente por su papel de Silvia Maturana en la sitcom Los Venegas.

## Biografía
Ha realizado estudios en filosofía, licenciatura en francés en Argelia, teatro y licenciatura en artes con mención en letras en la Universidad de Chile.
En la dictadura militar se exilió en Colombia y Argelia.
Está casada con el actor Jorge Gajardo, con quien tiene dos hijos. Además, se desempeñó como Jefa de Carrera y docente en el Instituto Profesional Los Leones.

## Filmografía
| Año  | Título                 | Director           |
| ---- | ---------------------- | ------------------ |
| 1972 | Ya no basta con rezar  | Aldo Francia       |
| 1986 | Hechos consumados      | Luis R. Vera       |
| 1987 | Sussi                  | Gonzalo Justiniano |
| 1988 | Consuelo               | Luis R. Vera       |
| 1990 | La niña en la palomera | Alfredo Rates      |
| 2004 | Cachimba               | Silvio Caiozzi     |
| 2007 | Fiesta patria          | Luis R. Vera       |
| 2008 | Solos                  | Jorge Olguín       |
| 2012 | Isidora                | Christian Aylwin   |
| 2023 | Análogos               | Jorge Olguín       |

## Televisión
| Año  | Título                         | Papel                      | Ref.         |
| ---- | ------------------------------ | -------------------------- | ------------ |
| 1981 | Casagrande                     | Cristina                   |              |
| 1982 | La gran mentira                | Herminia Faúndez           |              |
| 1983 | El juego de la vida            | —                          |              |
| 1983 | Las herederas                  | Carmen                     |              |
| 1984 | La represa                     | Viviana Burgos             |              |
| 1984 | La dama del balcón             | Angélica San Román         |              |
| 1985 | El prisionero de la medianoche | Juana                      |              |
| 1987 | La Quintrala                   | Mercedes Machado de Chávez |              |
| 1988 | Las dos caras del amor         | Elena Valdivieso           |              |
| 1989 | A la sombra del ángel          | Berta Constanzo            |              |
| 1993 | Ámame                          | Zulema Costa               |              |
| 1994 | Rojo y miel                    | Sonia Vicuña               |              |
| 2002 | Buen partido                   | —                          | ¿? episodios |
| 2006 | Montecristo                    | Sara Donoso                |              |
| 2014 | El regreso                     | Rosa Moreno                |              |
| 2015 | Esa no soy yo                  | Hortensia Salinas          |              |
| 2016 | Un diablo con ángel            | Irma Flores                | ¿? episodios |

| Año       | Título                                       | Papel               | Ref.                                        |
| --------- | -------------------------------------------- | ------------------- | ------------------------------------------- |
| 1971      | La amortajada                                | Mónica              |                                             |
| 1972      | La sal del desierto                          | Flora               | Episodio: Un poco de teatro                 |
| 1980      | Troncal Negrete                              | Melania             |                                             |
| 1989-2011 | Los Venegas                                  | Silvia Maturana     |                                             |
| 1990      | Corín Tellado: Mis mejores historias de amor | Fernanda            | Episodio: Valeri tiene un amante            |
| 2011      | Vida por vida                                | Blanca              | Episodio: ¿?                                |
| 2012-2013 | El reemplazante                              | Berta Serrano       |                                             |
| 2012      | Infieles                                     | Myriam              | Episodio: Pescado frito                     |
| 2013      | Lo que callamos las mujeres                  | —                   | Episodio: Debió sacar adelante a su familia |
| 2017      | Una historia necesaria                       | —                   | Episodio: Rodolfo González                  |
| 2017      | Irrevesible                                  | Paula               | Episodio: Póker mortal                      |
| 2022-2024 | El día menos pensado                         | Lucrecia / Virginia | 2 episodios                                 |
| 2022      | Paola y Miguelito, la serie                  | Génesis Santos      | Episodio: El falso matrimonio               |

#### Programas
- Cachencho y sus amigos (Canal 9, 1968) - Elenco
- La hora de Juan Pérez (Canal 13, 1983)
- Morande con Compañia (Mega, 2012) - Varios personajes
- Dudo (Canal 13C, 2013) - Invitada
- Buenos días a todos (TVN, 2013) - Invitada
- Más que 2 (TVN, 2014) - Invitada
- Más vale tarde (Mega, 2014) - Invitada